# Kmetija (TV-oddaja)
Kmetija je slovenska tekmovalna resničnostna oddaja na izpadanje, ustvarjena po formatu švedske produkcijske hiše Strix. 
V njej ljudje različnih karakterjev, člani »družine«, skupaj živijo in delajo na kmetiji. Njihovo delo nadzira »gospodar«, izkušen človek, ki družini vsak teden dodeli novo nalogo, daje nasvete in za dobro opravljeno delo prinaša dobrine.
Prvi del je bil na sporedu 1. oktobra 2007. Od takrat se je zvrstilo 11 sezon na POP TV in Planet TV.

## Vloge tekmovalcev in pravila igre

### Glava družine, hlapec in dekla
»Glava družine« je tekmovalec, ki vodi družino, sedi na čelu mize, je prvi postrežen in ima posebno sobo, ki je udobna, ima dobrine in v katero ostali vstopijo le z dovoljenjem. Na začetku predvajanja se glava družine javi sam ali pa ga izberejo sodelujoči, v nadaljevanju pa ga določajo izpadli tekmovalci. Glava družine določi »hlapca« in »deklo«, ki vstaneta prva, nosita posebna oblačila, spita v skednju in opravljata določene naloge.

### Dvoboj
Prvega dvobojevalca člani družine izberejo med hlapcem in deklo. Glava družine ne more biti izbran za dvoboj in izbrati dvobojevalca, lahko pa izbere v primeru neodločenega izida. Izbrani dvobojevalec si izbere nasprotnika istega spola, ki določi vrsto dvoboja. Ko je določen drugi dvobojevalec, sta hlapec in dekla razrešena svojih funkcij.
V areni se zberejo tekmovalci, ki z voditeljem povzamejo tedensko dogajanje. Dvobojevalca se lahko pomerita v moči (vlečenje vrvi in spravljanje podkev), spretnosti (žaganje) ali znanju (kviz). Pri prvi igri se nasprotnika vlečeta z vrvjo, medtem pa skušata spraviti vse podkve v škatlo. Pri drugi igri sedita na treh manjših hlodih drug nasproti drugemu. Zmaga tisti, ki hitreje prežaga hlode, poražen pa je tisti, ki pade z njih. Pri kvizu tekmovalci odgovarjajo na vprašanja o živalih in rastlinah na kmetiji. Zmaga tisti, ki petkrat odgovori pravilno. Napačen odgovor je točka za nasprotnika.

### Finalna oddaja
Poteka v živo iz studia. Dvobojevalca istega spola se pomerita v vseh treh nalogah, nasprotnih spolov pa le v kvizu.

### Novosti v drugi sezoni
»Izivalci« so tri tedne živeli v gozdu, nato so odšli na kmetijo in se po enem tednu z izbranimi družinskimi člani pomerili v dvoboju za članstvo v družini.

## Produkcija

### Planet TV
Prvi dve sezoni oddaje Kmetija: Nov začetek (2014, 2015) je produciralo podjetje Paprika Latino, tretjo sezono (2016) pa Pirana d.o.o..

### POP TV
Lastnik oddaje je Pro Plus. Od leta 2017, ko je zopet na POP TV, jo producira podjetje Videostroj.

#### Tekmovalci in snemanje
Kamere niso prižgane ves čas. V živo poteka le finalna oddaja.
V oddaji sodelujejo polnoletne osebe, ki niso v kazenskem postopku. Večina naj bi bila z mesta. Upoštevati morajo navodila, s terensko ekipo (reporter, snemalec in asistent) pa nimajo stikov. Njihovo gibanje je omejeno na določeno območje. V medijih po koncu nastopa ne smejo podajati informacij o produkciji. Producent za posledice sodelovanja v šovu ne nosi odgovornosti.

## Seznam sezon

### Kmetija
| Sez. | Predvajanje         | Naslov                | TV kanal | Zmagovalec          | Nagrada            | Voditelj             | Gospodar/Mentor                                     |
| ---- | ------------------- | --------------------- | -------- | ------------------- | ------------------ | -------------------- | --------------------------------------------------- |
| 1.   | 2. 10.–15. 12. 2007 | Kmetija 2007          | POP TV   | Daša Hliš           | 50.000 €           | Špela Močnik         | Marijan Podobnik                                    |
| 2.   | 29. 9.–5. 12. 2008  | Kmetija 2008          | POP TV   | Cirila Jeršin       | 50.000 €           | Špela Močnik         | Marijan Podobnik                                    |
| 3.   | 28. 9.–7. 12. 2009  | Kmetija slavnih       | POP TV   | Goran Breščanski    | 36.300 €           | Anja Križnik Tomažin | Marijan Podobnik (prvi) Vencelj Tušar (od 3. tedna) |
| 4.   | 2. 10.–11. 12. 2011 | Kmetija išče lastnika | POP TV   | Matej Drečnik       | 6.300 € (posestvo) | Lili Žagar           | Vinko Špitaler                                      |
| 5.   | 12. 9.–22. 12. 2017 | Kmetija 2017          | POP TV   | Milena Žižek        | 60.000 €           | Natalija Bratkovič   | Štefan Flisar, Jožef Semen                          |
| 6.   | 24. 9.–15. 12. 2018 | Kmetija 2018          | POP TV   | Franko Bajc         | 50.000 €           | Natalija Bratkovič   | Nada Zorec                                          |
| 7.   | 16. 9.–21. 12. 2019 | Kmetija 2019          | POP TV   | Jan & Tilen Klobasa | 50.000 €           | Natalija Bratkovič   | Nada Zorec                                          |
| 8.   | 6. 9.–20. 12. 2021  | Kmetija 2021          | POP TV   | Tilen Brglez        | 50.000 €           | Natalija Bratkovič   | Nada Zorec                                          |
| 9.   | 31. 8.–15. 12. 2022 | Kmetija 2022          | POP TV   | Tom Zupan           | 50.000 €           | Natalija Bratkovič   | Nada Zorec                                          |
| 10.  | 4. 9.–21. 12. 2023  | Kmetija X             | POP TV   | Žan Simonič         | 50.000 €           | Natalija Bratkovič   | Nada Zorec                                          |
| 11.  | 2. 9.–12. 12. 2024  | Kmetija 2024          | POP TV   | Tim Novak           | 50.000 €           | Natalija Bratkovič   | Nada Zorec                                          |

### Kmetija: Nov začetek
| Sez. | Predvajanje         | Naslov                   | TV kanal  | Zmagovalec               | Nagrada  | Voditelj     | Gospodar/Mentor |
| ---- | ------------------- | ------------------------ | --------- | ------------------------ | -------- | ------------ | --------------- |
| 1.   | 31. 8.–13. 12. 2014 | Kmetija: Nov začetek I   | Planet TV | Denis Toplak             | 50.000 € | Saša Lendero | Milan Belec     |
| 2.   | 30. 8.–11. 12. 2015 | Kmetija: Nov začetek II  | Planet TV | Fahrudin Čaušević - Faki | 50.000 € | Saša Lendero | Milan Belec     |
| 3.   | 1. 9.–17. 12. 2016  | Kmetija: Nov začetek III | Planet TV | Adriana Košenina         | 50.000 € | Jasna Kuljaj | Matjaž Zupančič |

## Kritike in polemike

### Kmetija slavnih
Radiotelevizija Slovenija je menila, da prikazovanje prizorov spolnosti, nasilja in vulgarnega govora krši določila zakona o medijih in 17. člen Konvencije o otrokovih pravicah in zahtevala premik Kmetije slavnih na kasnejši termin. Odvetniška pisarna Zidar Klemenčič je v imenu dveh očetov zahtevala prestavitev na kasnejši termin, kar je Okrajno sodišče v Ljubljani zavrnilo.
Agencija za pošto in elektronske komunikacije je med 29. septembrom in 6. novembrom 2009 izvajala nadzor nad predvajanjem Kmetije slavnih. Strokovni mnenji je pridobila pri Renati Šribar in Karmen Erjavec. POP TV-ju je naložila, da mora najkasneje v enem mesecu oddajo opremiti z vizualnim in akustičnim opozorilo, da oddaja ni primerna za gledalce do 15. leta starosti.
Varuh človekovih pravic RS je zapisal, da ni pristojen za obravnavo ravnanj komercialnih medijev, ki so organizirani kot gospodarske družbe. Poslal je poizvedbo na Apek, ki je odgovoril, da jim je zadevo odstopil Inšpektorat RS za kulturo in medije, čeprav lahko neodvisno od Apeka izvaja nadzor in izreče globo.

### Ravnanje z živalmi
Leta 2007 je Lea Eva Müller pisno protestirala zaradi prizora zakola prašiča brez omrtvičenja.

#### Zavrnitev razsojanja s strani oglaševalskega razsodišča
Vlagateljica pritožbe je leta 2009 pri oglaševalskem razsodišču pri Slovenski oglaševalski zbornici protestirala proti uporabi klanja živali v napovedniku na spletni strani Kmetije slavnih. Pro Plus je odgovoril, da je bil to del vsebine resničnostnega šova. Oglaševalsko razsodišče se je odločilo, da o pritožbi ne bo odločalo, ker ne gre za oglaševanje.

### Finančna korist le za producente
Oddaja je bila opisana kot projekt, ki producentom prinaša dobiček, ki je dosti višji od nagrade za zmagovalca. Producenti sodelujočim tudi onemogočijo trženje svoje izkušnje.

### Tožba proti producentomKmetijena Planet TV zaradi uporabe imena
Na sodišču je bila zahtevana prepoved uporabe imena oddaje Kmetija: Nov začetek, ki naj bi posegalo v uveljavljeno blagovno znamko in zavajalo potrošnika.

## Nagrade
- Nominacija za žaromete 2018 za resničnostni šov leta 2018